# Zenevredo
Zenevredo là một đô thị ở tỉnh Pavia trong vùng Lombardia, có cự ly khoảng 50 km về phía đông nam của Milan và khoảng 20 km về phía đông nam của Pavia. Tại thời điểm ngày 31 tháng 12 năm 2004, đô thị này có dân số 459 người và diện tích là 5,3 km².
Zenevredo giáp các đô thị: Arena Po, Bosnasco, Montù Beccaria, Stradella.

## Notable Zenevredesi
People born or based in Zenevredo include:
- Carlo Dossi (1849–1910), writer and archaeologist.